# William Slade
William Slade, född 9 maj 1786 i Cornwall, Republiken Vermont, död 18 januari 1859 i Middlebury, Vermont, var en amerikansk politiker. Han var ledamot av USA:s representanthus 1831–1843 och guvernör i delstaten Vermont 1844–1846.
Slade utexaminerades 1807 från Middlebury College, studerade sedan juridik och inledde år 1810 sin karriär som advokat i Middlebury. Sin politiska karriär inledde Slade som demokrat-republikan; han var elektor i presidentvalet i USA 1812 och delstatens statssekreterare (Secretary of State of Vermont) 1815–1822.
Slade bytte parti till Anti-Masonic Party och vann år 1831 ett fyllnadsval till representanthuset. Efter att ha blivit omvald två gånger ställde han sedan upp i kongressvalet 1836 som whig och även det partibytet lyckades med omval 1838 och 1840. Han profilerade sig som slaverimotståndare.
Slade efterträdde 1844 John Mattocks som guvernör i Vermont och efterträddes 1846 av Horace Eaton. Slades grav finns på West Cemetery i Middlebury.